# Крембо
Шоколадний поцілунок (нім. Schokokuss), застар. Поцілунок негра (нім. Negerkuss) або Крембо (івр. קרמבו) — десерт німецької та єврейської кухні. Кондитерський виріб у вигляді круглого бісквітного печива, покритого«шапкою» зі збитих білків з цукром і ароматизаторами та з напиляним поверх всього тонким шаром шоколаду (0,2 мм). Збитим білкам надаються різні смаки.

## Опис
Десерт широко поширений на території Центральної Європи: в Німеччині, Швейцарії та Австрії. Його традиційна назва Поцілунок негра вже кілька десятиліть вважається «неполіткоректним» і замінюється на ті чи інші назви. У країнах свого первісного поширення Шоколадний поцілунок все ще іноді готують вдома, а також нерідко — в маленьких пекарнях, які пропонують нескінченну кількість варіантів глазурі (не обов'язково шоколадної), додаткового обсипання та смаків начинки.
Однак, оскільки десерт виявився «стійкий» до фабричного виробництва та довгострокового зберігання, це зумовило його широке поширення по всьому світу. Фабричний Шоколадний поцілунок найчастіше має класичну шоколадну глазур.

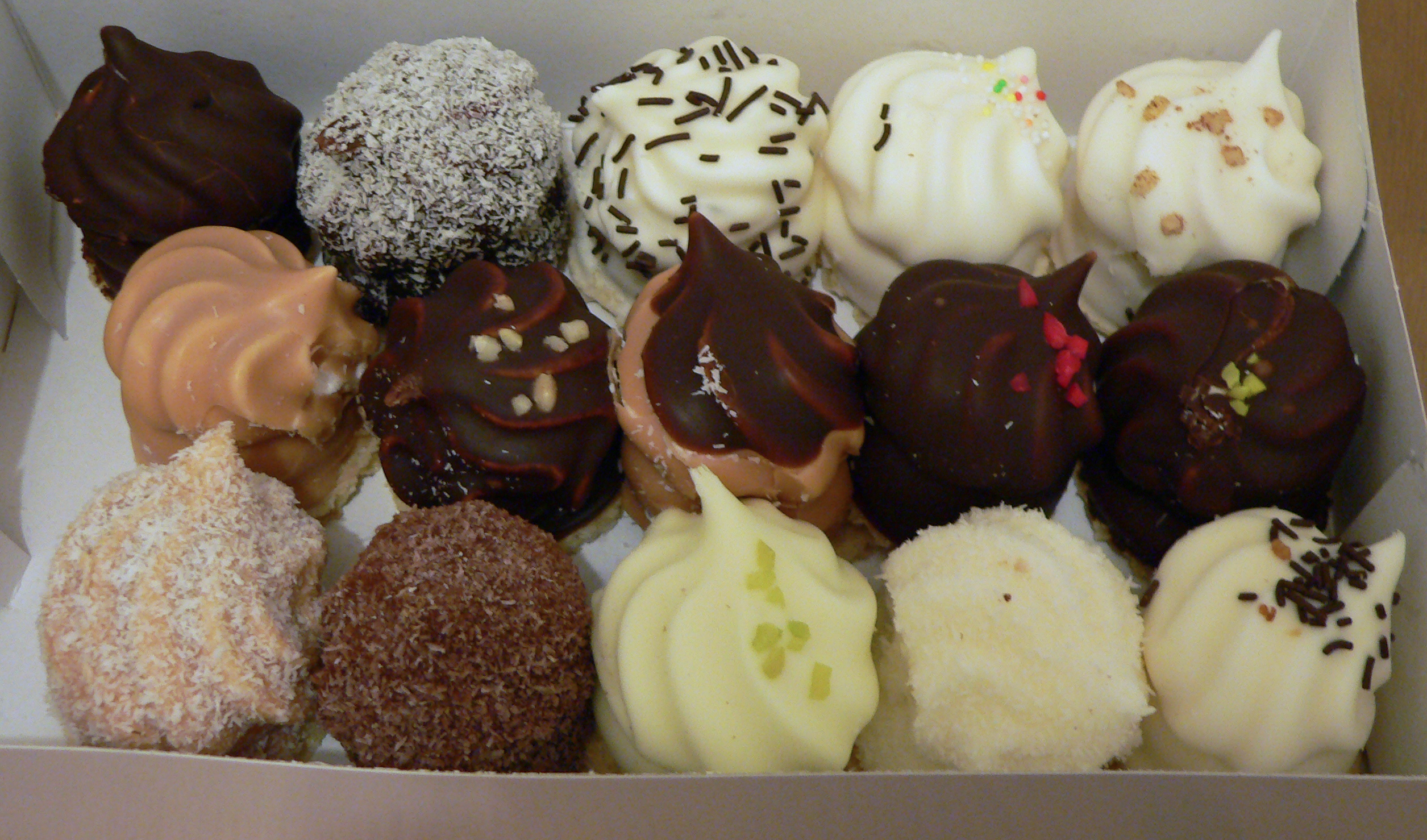
Кустарно виготовлені шоколадні поцілунки в Мангеймі, Німеччина.

## Шоколадний поцілунок в Ізраїлі

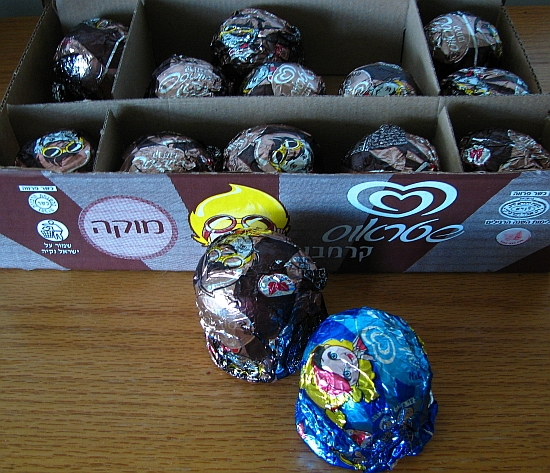
Класичний стиль промислового пакування Крембо в Ізраїлі.

В Ізраїль їх привезли в 1940-х роках єврейські переселенці з Німеччини. Спочатку воно було домашнього виготовлення і, як і у Європі, репатріанти з Німеччини називали його «куші» (כושי «негр»). Однак в 1966 компанія «Вітман», яка почала його конвеєрне виробництво, змінила назву на більш політкоректну крембо (буквально — «крем у ньому»). У 1979 році цю компанію придбала компанія «Штраус» (відома як виробник морозива), на частку якої тепер припадає 54 % ринку «крембо».
В Ізраїлі крембо вважається зимовим ласощам і продається тільки з жовтня по лютий. Попри це, в рік продається близько 50 мільйонів «крембо». Крембо в Ізраїлі зазвичай обгортали тонкою алюмінієвою фольгою. Стандартна маса — 25 г, енергетична цінність 115 калорій, найпоширеніші смаки — ваніль та мокко.
В івритському перекладі роману «Гаррі Поттер і філософський камінь» крембо — улюблена їжа Дамблдора.